# São Martinho da Gândara
São Martinho da Gândara ist eine Gemeinde (Freguesia) im portugiesischen Kreis Oliveira de Azeméis. In ihr leben 1854 Einwohner (Stand 19. April 2021).